# Le Loup (Tex Avery)
Pour les articles homonymes, voir Le Loup.
Le Loup est un personnage de dessin animé, créé par Tex Avery dont la première apparition remarquable sera en 1942 dans le court métrage d'animation Der Gross Méchant Loup (ou Blitz Wolf), et qui apparaîtra par la suite dans d'autres films d'animations.

## Der Gross Méchant LoupouBlitz Wolf(1942)
À l'instar du Grand Loup des studios Disney, créé en 1933 pour le film d'animation Les Trois Petits Cochons, et qui deviendra par la suite un méchant récurrent de l'univers de Disney, Tex Avery réutilise le conte traditionnel Les Trois Petits Cochons datant du XVIIIe siècle pour parodier l'histoire du conte et l'Histoire avec un grand H. En effet, Tex Avery rejoint Metro-Goldwyn-Mayer en 1941 au moment où les États-Unis entrent en guerre. Son adaptation du récit des Trois Petits Cochons, premier film distribué pour la M-G-M, dénonce les agissement du Troisième Reich à travers un loup incarnant un Adolf Hitler à l'assaut de la forteresse des cochons. Destiné à soutenir l'effort de guerre à la demande du pentagone, Tex Avery ne cache pas ses intentions de ridiculiser le Führer, ce texte apparaît en début de film :
« le loup qui apparaît dans ce film n'est PAS fictif. Toute ressemblance entre ce loup et cette canaille de Hitler est volontaire ».

## Autres apparitions remarquables
Par la suite, le Loup quitte son costume de Führer pour  incarner tout ce qu'il y a de plus mauvais et de plus lâche dans l'univers de Tex Avery.

### Quel petit cochonouOne Ham's Family (1943),Droopy fin limierouDumb Hounded (1943)etLe Petit Chaperon rougeouRed Hot Riding Hood (1943)
A la période de noël, dans ce premier court métrage d'animation, le Loup se déguisera en père noël afin de capturer l'enfant d'une famille de cochon, mais sera la victime de l'histoire, sans cesse moqué par ce dernier. Dans le second c'est Droopy qui en fera sa victime. Dans la relecture du conte du petit chaperon rouge, le Loup, excité par les chants de la très séduisante chanteuse au chaperon rouge doit fuir sa grand mère nymphomane.

### Casse-noisette s'amuseouBig Heel Watha(1944),Droopy en AlaskaouThe Shooting of Dan McGoo(1945) etEntre Chien et LoupouWild and Woolfy(1945)
Dans ce premier, un groupe d'indiens excités par la beauté d'une femme promise au meilleur chasseur du camp, prennent l’apparence du Loup le temps d'hurler en cœur. Dans le second, c'est un groupe de cow-boys qui agissent de même devant une chanteuse.
Dans les deux derniers, le Loup sera très excité par une chanteuse de bar (comme dans Le petit Chaperon rouge de 1943) avant d'essayer de l'enlever. Il sera arrêté par Droopy, et même descendu dans Droopy en Alaska.

### Les Métamorphoses de CendrillonouSwing Shift Cinderella(1945)
La recette du Petit Chaperon Rouge (1943) est de nouveau utilisée. Le Loup étant excité par une Cendrillon devenue chanteuse, et essayant de fuir sa marraine.

### Police montéeouNorthwest Hounded Police(1946)
Le Loup est de nouveau la victime de Droopy comme dans Droopy fin limier (1943).

### Les Deux Chaperons rougesouLittle Rural Riding Hood(1949)
De retour dans l'univers de Le Petit Chaperon Rouge (1943), le Loup reçoit son cousin qui est le loup d'un conte du petit chaperon rouge plus traditionnel. Ce dernier est très excité par la version du chaperon rouge chanteuse de cabaret. Par la suite en raccompagnant son cousin, notre Loup sera lui même très excité par le chaperon rouge de son cousin.

### Droopy toréadorouSeñor Droopy(1949)
Le Loup et Droopy s'affrontent dans un tournoi de corrida, dans lequel le taureau à le dessus, mais Droopy finira par l'emporter après une mauvaise blague du taureau qui le rendra fou,.

## Dans la culture populaire
La gestuelle du loup rendu fou par l'excitation dans Le Petit Chaperon rouge est imitée par Jim Carrey dans The Mask, de Charles Russell en 1994.